# Club Deportivo Arnedo
El Club Deportivo Arnedo es un club de fútbol de España, de la localidad de Arnedo, en La Rioja. Fue fundado en 1949 y milita en el grupo XVI de Tercera Federación desde la temporada 2023-24.

## Historia
El C. D. Arnedo fue fundado en 1949 por miembros de la juventud de Acción Católica de Arnedo, inscribiéndose en las competiciones de la Federación Navarra de Fútbol. En sus primeros años el club vestía de azulgrana, que más tarde cambiaría al blanco actual, y tenía su sede social en el café bar España.
En la temporada 1979-80 el C. D. Arnedo logró su primer ascenso a Tercera División iniciando la época dorada del club. Tras una destacada progresión, en la temporada 1986-87 (La primera temporada del Grupo XV) el club arnedano finalizó la liga como subcampeón de grupo empatado a puntos con el campeón, el C. At. Osasuna Promesas y ascendió a Segunda B.
En su primera temporada en la categoría el C. D. Arnedo finalizó en una sorprendente 7ª posición. En verano de 1988 abandonan el club jugadores destacados como Ricardo Moreno (C.D. Logroñés) o Félix Tainta (Deportivo Alavés), así como el técnico del ascenso Ángel Ablanedo. Estas bajas marcaron el devenir del equipo que descendió en la siguiente campaña.
Tras el regreso a Tercera División la entidad riojana vivió una época complicada que finalizó con el descenso a Regional Preferente en la temporada 1993-94. El C. D. Arnedo no regresó a las categorías nacionales de manera definitiva hasta la temporada 2004-05, permaneciendo en ella desde entonces como un equipo de la zona media de la tabla.
En la temporada 2021-22, en el primer año de la renombrada Tercera División RFEF, por primera vez la primera plaza daba acceso directo al ascenso a Segunda Federación. El Arnedo consiguió el ascenso el 14 de abril de 2022 tras empatar a un gol contra el Haro Deportivo. Sólo duró un año en esta categoría, consumándose el descenso de nuevo a Tercera Federación el 16 de abril de 2023, a falta de cuatro jornadas para terminar la temporada.
El lema utilizado por el club es "Un pueblo, un equipo, una ilusión".

## Uniforme
- Primera equipación: Camiseta blanca, pantalón blanco y medias blancas.
- Segunda equipación: Camiseta negra con dibujo amarillo, pantalón amarillo y medias amarillas

## Estadio
El C. D. Arnedo disputa sus partidos en el Municipal de Sendero, con capacidad para 5.000 espectadores.

## Palmarés
Nota: en negrita competiciones vigentes en la actualidad.
| Competición nacional             | Títulos           | Subcampeonatos    |
| -------------------------------- | ----------------- | ----------------- |
| Tercera División de España (0/1) |                   | 1986-87 (Gr. XV). |
| Tercera Federación (1/0)         | 2021-22 (Gr. XVI) |                   |

| Competición regional                 | Títulos           | Subcampeonatos |
| ------------------------------------ | ----------------- | -------------- |
| Copa Federación (La Rioja) (1/0)     | 2020.             |                |
| Regional Preferente de Navarra (1/0) | 1979-80.          |                |
| Primera Regional de Navarra (2/0)    | 1974-75, 1978-79. |                |
| Segunda Regional de Navarra (1/0)    | 1966-67.          |                |

## Datos del club
- Temporadas en Primera División: 0
- Temporadas en Segunda División: 0
- Temporadas en Primera Federación: 0
- Temporadas en Segunda Federación / Segunda B: 3
- Temporadas en Tercera Federación / Tercera División: 34
- Mejor puesto en la liga: 7.º (Segunda División B de España temporada 1987-88)

## Trayectoria

### Histórico de temporadas
| Temporada | Nivel | División       | Puesto | Copa del Rey |
| --------- | ----- | -------------- | ------ | ------------ |
| 1965-66   | 5     | 2.ª Regional   | 4.º    |              |
| 1966-67   | 5     | 2.ª Regional   | 1.º    |              |
| 1967-68   | 4     | 1.ª Regional   | 7.º    |              |
| 1968-69   | 4     | 1.ª Regional   | 4.º    |              |
| 1969-70   | 4     | 1.ª Regional   | 3.º    |              |
| 1970-71   | 4     | 1.ª Regional   | 8.º    |              |
| 1971-72   | 4     | 1.ª Regional   | 10.º   |              |
| 1972-73   | 4     | 1.ª Regional   | 10.º   |              |
| 1973-74   | 4     | 1.ª Regional   | 18.º   |              |
| 1974-75   | 5     | 1.ª Regional   | 1.º    |              |
| 1975-76   | 4     | Preferente     | 9.º    |              |
| 1976-77   | 4     | Preferente     | 19.º   |              |
| 1977-78   | 5     | Preferente     | 15.º   |              |
| 1978-79   | 6     | 1.ª Regional   | 1.º    |              |
| 1979-80   | 5     | Preferente     | 1.º    |              |
| 1980-81   | 4     | 3.ª (Grupo IV) | 11.º   |              |
| 1981-82   | 4     | 3.ª (Grupo IV) | 10.º   |              |
| 1982-83   | 4     | 3.ª (Grupo IV) | 8.º    |              |
| 1983-84   | 4     | 3.ª (Grupo IV) | 5.º    |              |

| Temporada | Nivel | División         | Puesto | Copa del Rey |
| --------- | ----- | ---------------- | ------ | ------------ |
| 1984-85   | 4     | 3.ª (Grupo IV)   | 5.º    | 2.ª Ronda    |
| 1985-86   | 4     | 3.ª (Grupo IV)   | 4.º    | 1.ª Ronda    |
| 1986-87   | 4     | 3.ª (Grupo XV)   | 2.º    | 1.ª Ronda    |
| 1987-88   | 3     | 2.ª B (Grupo II) | 7.º    | 4.ª Ronda    |
| 1988-89   | 3     | 2.ª B (Grupo II) | 17.º   | 1.ª Ronda    |
| 1989-90   | 4     | 3.ª (Grupo XV)   | 9.º    |              |
| 1990-91   | 4     | 3.ª (Grupo XV)   | 6.º    |              |
| 1991-92   | 4     | 3.ª (Grupo XV)   | 11.º   | 3.ª Ronda    |
| 1992-93   | 4     | 3.ª (Grupo XV)   | 14.º   |              |
| 1993-94   | 4     | 3.ª (Grupo XV)   | 19.º   |              |
| 1994-95   | 5     | Preferente       | 10.º   |              |
| 1995-96   | 5     | Preferente       | 5.º    |              |
| 1996-97   | 5     | Preferente       | 4.º    |              |
| 1997-98   | 5     | Preferente       | 3.º    |              |
| 1998-99   | 5     | Preferente       | 4.º    |              |
| 1999-00   | 5     | Preferente       | 3.º    |              |
| 2000-01   | 4     | 3.ª (Grupo XV)   | 19.º   |              |
| 2001-02   | 5     | Preferente       | 3.º    |              |
| 2002-03   | 5     | Preferente       | 4.º    |              |

| Temporada | Nivel | División             | Puesto | Copa del Rey |
| --------- | ----- | -------------------- | ------ | ------------ |
| 2003-04   | 5     | Preferente           | 3.º    |              |
| 2004-05   | 4     | 3.ª (Grupo XVb)      | 7.º    |              |
| 2005-06   | 4     | 3.ª (Grupo XVb)      | 11.º   |              |
| 2006-07   | 4     | 3.ª (Grupo XVI)      | 9.º    |              |
| 2007-08   | 4     | 3.ª (Grupo XVI)      | 8.º    |              |
| 2008-09   | 4     | 3.ª (Grupo XVI)      | 14.º   |              |
| 2009-10   | 4     | 3.ª (Grupo XVI)      | 8.º    |              |
| 2010-11   | 4     | 3.ª (Grupo XVI)      | 6.º    |              |
| 2011-12   | 4     | 3.ª (Grupo XVI)      | 10.º   |              |
| 2012-13   | 4     | 3.ª (Grupo XVI)      | 7.º    |              |
| 2013-14   | 4     | 3.ª (Grupo XVI)      | 7.º    |              |
| 2014-15   | 4     | 3.ª (Grupo XVI)      | 14.º   |              |
| 2015-16   | 4     | 3.ª (Grupo XVI)      | 17.º   |              |
| 2016-17   | 4     | 3.ª (Grupo XVI)      | 14.º   |              |
| 2017-18   | 4     | 3.ª (Grupo XVI)      | 13.º   |              |
| 2018-19   | 4     | 3.ª (Grupo XVI)      | 12.º   |              |
| 2019-20   | 4     | 3.ª (Grupo XVI)      | 4.º    |              |
| 2020-21   | 4     | 3.ª (Grupo XVI)      | 4.º    |              |
| 2021-22   | 5     | 3.ª Fed. (Grupo XVI) | 1.º    |              |

| Temporada | Nivel | División             | Puesto | Copa del Rey |
| --------- | ----- | -------------------- | ------ | ------------ |
| 2022-23   | 4     | 2.ª Fed. (Grupo II)  | 18.º   | 2.ª Ronda    |
| 2023-24   | 5     | 3.ª Fed. (Grupo XVI) | 10.º   |              |
| 2024-25   | 5     | 3.ª Fed. (Grupo XVI) | 4.º    |              |
| 2025-26   | 5     | 3.ª Fed. (Grupo XVI) |        |              |

LEYENDA
```
 :Ascenso de categoría

 :Descenso de categoría
```

### Participaciones en Copa del Rey
| Temporada | Ronda     | Rival                   | Ida          | Vuelta       | Global       |          |
| --------- | --------- | ----------------------- | ------------ | ------------ | ------------ | -------- |
| 1984-85   | 1.ª Ronda | A. D. Sabiñánigo        | 2-3          | 5-1          | 3-8          |          |
| 1984-85   | 2.ª Ronda | Real Zaragoza C. D.     | 0-1          | 5-0          | 0-6          |          |
| 1985-86   | 1.ª Ronda | Deportivo Aragón        | 0-4          | 3-0          | 0-7          |          |
| 1986-87   | 1.ª Ronda | C. Atlético Monzón      | 2-1          | 2-1          | 2-1          |          |
| 1987-88   | 1.ª Ronda | C. D. Tudelano          | 2-1          | 1-1          | 3-2          |          |
| 1987-88   | 2.ª Ronda | (Exento)                | (Exento)     | (Exento)     | (Exento)     | (Exento) |
| 1987-88   | 3.ª Ronda | C. D. Lugo              | 2-1          | 1-1          | 3-2          |          |
| 1987-88   | 4.ª Ronda | Hércules C. F.          | 2-3          | 6-0          | 2-9          |          |
| 1988-89   | 1.ª Ronda | San Sebastián C. F.     | 1-2          | 4-2          | 3-6          |          |
| 1991-92   | 1.ª Ronda | U. C. D. Burladés       | 0-1          | 4-0          | 0-5          |          |
| 1991-92   | 2.ª Ronda | Peña Sport F. C.        | 2-3          | 0-2          | 4-3          |          |
| 1991-92   | 3.ª Ronda | Valencia C. F.          | 0-6          | 6-1          | 12-1         |          |
| 2022-23   | 1.ª Ronda | C. D. Atlético Baleares | 1-1 (p. 4-3) | 1-1 (p. 4-3) | 1-1 (p. 4-3) |          |
| 2022-23   | 2.ª Ronda | C. A. Osasuna           | 1-3          | 1-3          | 1-3          |          |

### Participaciones en promociones de ascenso
| Temporada | Liga                | Ronda            | Rival            | Ida | Vuelta | Global |  | Ascenso |
| --------- | ------------------- | ---------------- | ---------------- | --- | ------ | ------ |  | ------- |
| 1966-67   | Segunda Regional    | Semifinal        | C. D. Berceo     | 4-1 | 2-0    | 4-3    |  |         |
| 1966-67   | Segunda Regional    | Final            | J. O. Castejón   | 0-2 | 6-0    | 0-8    |  |         |
| 1999-00   | Regional Preferente | Final            | C. D. Urroztarra | 3-1 | 1-0    | 3-2    |  |         |
| 2019-20   | Tercera División    | Semifinal        | S. D. Logroñés   | 2-0 | 2-0    | 2-0    |  |         |
| 2020-21   | Tercera División    | Cuartos de final | C. D. Anguiano   | 0-0 | 0-0    | 0-0    |  |         |
| 2024-25   | Tercera Federación  | Cuartos de final | S. D. Oyonesa    | 2-0 | 1-2    | 4-1    |  |         |

### Participaciones en promociones de permanencia
| Temporada | Liga                | Ronda | Rival           | Ida | Vuelta | Global |  | Descenso |
| --------- | ------------------- | ----- | --------------- | --- | ------ | ------ |  | -------- |
| 1977-78   | Regional Preferente | Final | C. D. Baztán    | 1-0 | 2-2    | 3-2    |  |          |
| 1977-78   | Regional Preferente | Final | C. D. Erriberri | 1-1 | 2-1    | 2-3    |  |          |

## Filial
A lo largo de su historia el C. D. Arnedo ha contado en varias ocasiones con un filial inscrito con la denominación de C. D. Arnedo Promesas (1980-1994 y 2000-01). En la temporada 2013-14 la E. F. Arnedo, club deportiva dedicada al fútbol base que forma jugadores para el C. D. Arnedo, jugó en la Regional Preferente de La Rioja ejerciendo de filial.